# Anthems to the Welkin at Dusk
 Der er for få eller ingen kildehenvisninger i denne artikel, hvilket er et problem. Du kan hjælpe ved at angive troværdige kilder til de påstande, som fremføres i artiklen.

Anthems to the Welkin at Dusk er det andet studiealbum fra det norske symfonisk black metal-band Emperor, udgivet i 1997. Albummet blev indspillet i Grieghallen i Bergen, ligesom det var tilfældet med mange andre af de tidlige norske black metal-bands, deriblandt Burzum. På albummet bruges mindre symfonisk musik end på debutalbummet In the Nightside Eclipse, og der fokuseres i stedet på guitar-tung høj hastighed og den nye trommeslager Trym Torsons evner.
Albummet nåede en 28. plads på den finske albumhitliste.

## Spor
1. "Alsvartr (The Oath)" – 4:18
2. "Ye Entrancemperium" – 5:14
3. "Thus Spake the Nightspirit" – 4:30
4. "Ensorcelled by Khaos" – 6:39
5. "The Loss and Curse of Reverence" – 6:09
6. "The Acclamation of Bonds" – 5:54
7. "With Strength I Burn" – 8:17
8. "The Wanderer" – 2:54

### Bonusspor på genudgivelsen 2004
1. "In Longing Spirit" – 5:55
2. "Opus a Satana" – 4:18
3. "The Loss and Curse of Reverence – Live" – 6:24

## Fodnoter
1. ↑  "YLEX | yle.fi". Arkiveret fra originalen 5. marts 2009. Hentet 9. februar 2009.